# Kenny Drew mladší
Kenny Drew mladší (14. června 1958, New York City, New York, USA – 3. srpna 2014, St. Petersburg, Florida, USA) byl americký jazzový pianista. Jeho otec Kenny Drew byl také jazzový pianista. Jeho styl byl podobný stylu svého otce a také stylu Oscara Petersona. Hudbě se díky svému otci, ale také matce, věnoval již od dětství. V letech 1977 až 1979 studoval na Iona College v New Rochelle a již zde zahájil svou kariéru jazzového hudebníka. Zemřel v roce 2014 ve věku 56 let.